# Gra online

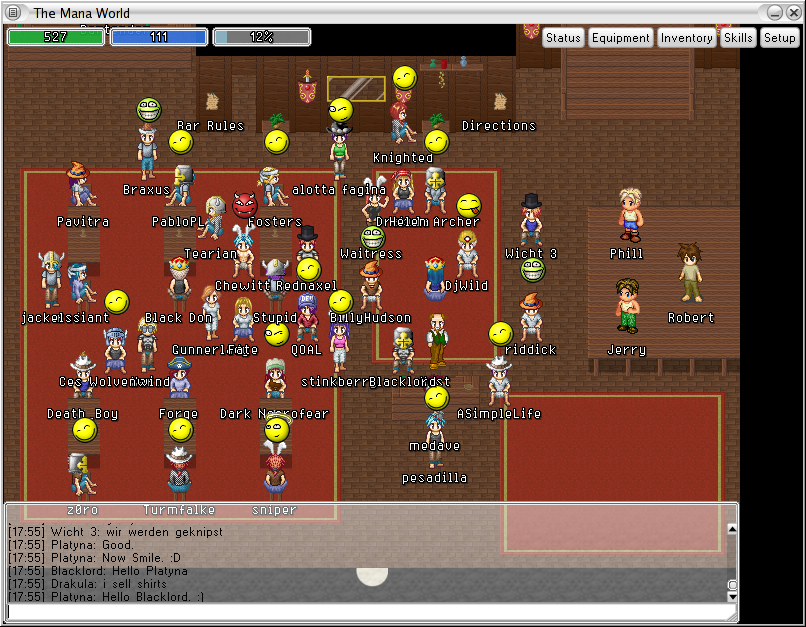
Zrzut ekranu z gry online ,,The Mana World".

Gra online – gra komputerowa, do której uruchomienia wymagany jest dostęp do Internetu.
Gry online to zarówno proste gry na przeglądarkę internetową, jak i rozbudowane gry MMO, które przed uruchomieniem należy zainstalować na dysku twardym komputera.
Pierwsze gry online, określane mianem MUD, powstały w 1980 i bazowały na prostych plikach tekstowych. Bazowały one na świecie fantastycznym (Dungeons & Dragons) i zawierały elementy gier RPG. W tym samym czasie powstawały także prostsze gry jak szachy czy odpowiedniki scrabble.

## Gry MMO
Wraz z rozwojem szerokopasmowego Internetu nastąpił wzrost popularności gier MMO (ang. massively multiplayer online games), w których rywalizują ze sobą gracze z całego świata. Do najpopularniejszych tego typu gier można zaliczyć World of Warcraft, World of Tanks, czy gry strategiczne, w których gracz rozbudowuje swoje królestwo, jak np. The Settlers Online. Te ostatnie najczęściej uruchamiane są w przeglądarce internetowej wykorzystując przy tym technologie Adobe Flash, Java czy PHP. Gry MMO można podzielić na dwie grupy: płatne, które są objęte miesięcznym abonamentem oraz tzw. „free-to-play”, w których rozgrywka jest zasadniczo bezpłatna, a płaci się tylko za dodatkowe opcje czy przedmioty w grze.